# Сульфат калия
Сульфат калия — неорганическое соединение. Химическая формула K2SO4.

## История
Сульфат калия был известен с начала 14-го века, изучен Глаубером, Бойлом и Тахеусом. В 17 веке он был назван arcanuni или sal duplicatum — эти названия были для кислот и щелочных солей.

## Нахождение в природе
В природе находится на месторождениях калийных солей. Присутствует в водах солёных озёр.

## Физические свойства
Бесцветные кристаллы, ромбическая сингония (a = 0,742 нм, b = 1,001 нм, c = 0,573 нм, Z = 4, пространственная группа Pnam).
При температуре выше 584 °C переходит в гексагональную модификацию (a = 0,5947 нм, c = 0,8375 нм, Z = 2, пространственная группа P63/mmc).
Хорошо растворим в воде, не подвергается гидролизу.
Нерастворим в концентрированных растворах щелочей или в чистом этаноле.
Вкус горько-солёный.

## Получение
Минеральные формы чистого сульфата калия относительно редки. Минерал арканит (англ. Arcanite) состоит из чистого K2SO4, представляет собой белые или прозрачные кристаллы, встречается в Калифорнии (США).
Есть много минералов, содержащих соли калия:
- Каинит — MgSO4·KCl·H2O
- Глазерит — 2K2SO4·Na2SO4
- Шёнит — K2SO4·MgSO4·6H2O
- Леонит — K2SO4·MgSO4·4H2O
- Лангбейнит — K2SO4·2MgSO4
- Полигалит — K2SO4·MgSO4·2CaSO4·2H2O
- Сингенит — K2SO4·CaSO4·H2O

Промышленные методы получения основаны на обменных реакциях KCl с различными сульфатами и в результате сульфат калия, как правило, сильно загрязнён побочными продуктами:
{\displaystyle {\mathsf {2KCl+2MgSO_{4}\rightleftarrows K_{2}SO_{4}\cdot MgSO_{4}+MgCl_{2}}}}
{\displaystyle {\mathsf {K_{2}SO_{4}\cdot MgSO_{4}+2KCl\rightleftarrows 2K_{2}SO_{4}+MgCl_{2}}}}
{\displaystyle {\mathsf {2KCl+Na_{2}SO_{4}\rightleftarrows K_{2}SO_{4}+2NaCl}}}
{\displaystyle {\mathsf {2KCl+CaSO_{4}\cdot 2H_{2}O\rightleftarrows K_{2}SO_{4}+CaCl_{2}+2H_{2}O}}}
{\displaystyle {\mathsf {2KCl+FeSO_{4}\rightleftarrows K_{2}SO_{4}+FeCl_{2}}}}
Наиболее чистый продукт получают, обрабатывая твёрдый хлорид калия концентрированной серной кислотой:
{\displaystyle {\mathsf {2KCl+H_{2}SO_{4}{\xrightarrow {>100^{o}C}}K_{2}SO_{4}+2HCl\uparrow }}}
Прокаливанием с углём минерала лангбейнита:
{\displaystyle {\mathsf {K_{2}SO_{4}\cdot 2MgSO_{4}+2C{\xrightarrow {>T}}K_{2}SO_{4}+2Mg\downarrow +2CO_{2}\uparrow +2SO_{2}\uparrow }}}
В лабораторной практике применяют следующие методы:
- из оксида калия:

{\displaystyle {\mathsf {K_{2}O+H_{2}SO_{4}{\xrightarrow {}}K_{2}SO_{4}+H_{2}O}}}
- вытеснением из слабых или неустойчивых кислот:

{\displaystyle {\mathsf {K_{2}CO_{3}+H_{2}SO_{4}{\xrightarrow {}}K_{2}SO_{4}+CO_{2}\uparrow +H_{2}O}}}
- из щёлочи и разбавленной кислоты:

{\displaystyle {\mathsf {2KOH+H_{2}SO_{4}{\xrightarrow {}}K_{2}SO_{4}+2H_{2}O}}}
- из гидросульфата калия:

{\displaystyle {\mathsf {2KHSO_{4}{\xrightarrow {240^{o}C}}K_{2}SO_{4}+H_{2}SO_{4}}}}
{\displaystyle {\mathsf {KHSO_{4}+KOH{\xrightarrow {}}K_{2}SO_{4}+H_{2}O}}}
{\displaystyle {\mathsf {2KHSO_{4}+KCl{\xrightarrow {500^{o}C}}K_{2}SO_{4}+HCl\uparrow }}}
- окислением сульфида калия:

{\displaystyle {\mathsf {K_{2}S+2O_{2}{\xrightarrow {>500^{o}C}}K_{2}SO_{4}}}}
- из надперекиси калия:

{\displaystyle {\mathsf {2KO_{2}+S{\xrightarrow {140^{o}C}}K_{2}SO_{4}}}}
{\displaystyle {\mathsf {2KO_{2}+SO_{2}\xrightarrow {100^{o}C} K_{2}SO_{4}+O_{2}\uparrow }}}
Сульфат калия получается при нагреве сульфита калия до температуры в 600 °C:
{\displaystyle {\mathsf {4K_{2}SO_{3}{\xrightarrow {600^{o}C}}K_{2}S+3K_{2}SO_{4}}}}
Окисление серы бихроматом калия:
{\displaystyle {\mathsf {K_{2}Cr_{2}O_{7}+S{\xrightarrow {800-1000^{o}C}}\ Cr_{2}O_{3}+K_{2}SO_{4}}}}
Взаимодействием сульфата аммония и гидроксида калия:
{\displaystyle {\mathsf {(NH_{4})_{2}SO_{4}+2KOH\rightarrow K_{2}SO_{4}+2NH_{3}\uparrow +2H_{2}O}}}

## Химические свойства
Как соль двухосновной кислоты образует кислые соли:
{\displaystyle {\mathsf {K_{2}SO_{4}+H_{2}SO_{4}\rightleftarrows 2KHSO_{4}}}}
Как все сульфаты взаимодействует с растворимыми соединениями бария:
{\displaystyle {\mathsf {K_{2}SO_{4}+BaCl_{2}{\xrightarrow {}}2KCl+BaSO_{4}\downarrow }}}
Восстанавливается до сульфида:
{\displaystyle {\mathsf {K_{2}SO_{4}+4H_{2}{\xrightarrow {600^{o}C,Fe_{2}O_{3}}}K_{2}S+4H_{2}O}}}
{\displaystyle {\mathsf {K_{2}SO_{4}+4C\xrightarrow {900^{o}C} K_{2}S+4CO\uparrow }}}
С оксидом серы образует пиросульфат:
{\displaystyle {\mathsf {K_{2}SO_{4}+SO_{3}{\xrightarrow {}}K_{2}S_{2}O_{7}}}}
Выпаривание стехиометрических количеств растворов сульфатов никеля и калия получают сульфат никеля(II)-калия:
{\displaystyle {\mathsf {NiSO_{4}+K_{2}SO_{4}+6H_{2}O\ {\xrightarrow {}}\ K_{2}Ni(SO_{4})_{2}\cdot 6H_{2}O}}}

## Применение
Основной потребитель сульфата калия — сельское хозяйство.
Сульфат калия является ценным бесхлорным удобрением. Эффективность сульфата калия лучше проявляется на бедных калием дерново-подзолистых почвах гранулометрического состава и торфяных почвах. На чернозёмных почвах он применяется обычно под культуры, которые усваивают много калия и натрия (сахарная свёкла, подсолнечники, плодовые, для корнеплодов, овощей). На каштановых и серозёмных почвах используют в зависимости от вида культуры, технологии выращивания и содержания калия в почве. Сульфат калия намного эффективнее влияет на величину урожая и его качество, если его применять в комплексе с азотными и фосфорными удобрениями. На кислых почвах действие сульфата калия повышается на фоне использования извести.
Калий повышает содержание сахаров и витаминов в выращиваемой продукции, а подкормки в конце августа-сентября способствуют лучшему зимованию плодово-ягодным и декоративным деревьям и кустарникам. Используется на различных почвах, под все культуры, а также для комнатного и балконного цветоводства. Сульфат калия пригоден для всех способов внесения: основного (при перекопке почвы весной или осенью) и для подкормки в течение вегетационного периода.
Применяется в первую очередь под культуры, чувствительные к хлору (картофель, табак, лён, виноград, цитрусовые и др.). Наличие в удобрении сульфат-иона положительно влияет на урожай растений семейства крестоцветных (капуста, брюква, турнепс и др.) и бобовых, потребляющих много серы.
Также сульфат калия используется в производстве стекла, различных квасцов и других соединений калия, как флюс в металлургии. В Европейском союзе допущен к использованию как пищевая добавка E515.

## Сведения о безопасности
Следующие действия сульфатом калия на части тела могут вызвать:
- Глаза: попадание пыли может вызвать механическое раздражение,
- Кожа: попадание на кожу может вызвать раздражение,
- Проглатывание: употребление в пищу больших количеств может вызвать раздражение желудочно-кишечного тракта,
- Вдыхание: при вдыхании может вызвать раздражение дыхательных путей,
- При хроническом употреблении сульфата калия: отравления могут возникать в редких случаях длительного воздействия.